# 長浜 (福岡市)
長浜（ながはま）は福岡県福岡市中央区にある町名。現行の行政地名は、長浜一丁目から三丁目まで。面積は34.42ヘクタール。2023年2月末現在の人口は人口は3,310人。郵便番号は810-0072。

## 地理
長浜は福岡市中央区の町名。東は那の津、西は港、南は那の津通りを挟んで天神、舞鶴と隣接する。博多漁港に面しており、福岡市中央卸売市場鮮魚市場がある。那の津通り沿いに東から順に1丁目・2丁目、その北に3丁目がある。「長浜ラーメン」の由来となった地名である。かつては多くの屋台が営業し、中洲・天神地区に次ぐ「屋台村」を形成し、県内・県外を問わず多くの客が来て賑わっていた。しかし、屋台の数は減少を続け、近年は消滅の危機にある。福岡市役所では長浜で営業を行う屋台営業者の募集を行っている。

## 歴史
全域が昭和以降にできた埋立地である。

### 地名の由来
昭和初期の埋め立て以前、那珂川河口から福崎まで続く長い砂浜があったことに由来する。古地図においては冷泉津と外海とを隔てる砂州の地名として見ることができる。

## 人口
長浜一丁目から長浜三丁目までの人口の推移を福岡市の住民基本台帳（公称町別）に基づき示す（単位：人）。集計時点は各年9月末現在である。
- 2001年（平成13年）：1,386
- 2002年（平成14年）：1,410
- 2003年（平成15年）：1,420
- 2004年（平成16年）：1,454
- 2005年（平成17年）：1,433
- 2006年（平成18年）：1,518
- 2007年（平成19年）：1,514
- 2008年（平成20年）：1,593
- 2009年（平成21年）：1,664
- 2010年（平成22年）：1,630
- 2011年（平成23年）：1,624
- 2012年（平成24年）：1,590
- 2013年（平成25年）：1,624
- 2014年（平成26年）：1,892
- 2015年（平成27年）：1,901
- 2016年（平成28年）：2,195
- 2017年（平成29年）：2,578
- 2018年（平成30年）：2,593
- 2019年（令和元年）：2,669
- 2020年（令和2年）：3,090
- 2021年（令和3年）：3,159
- 2022年（令和4年）：3,300

## 交通

### 鉄道
かつて鹿児島本線貨物支線（博多臨港線）の貨物駅（福岡港駅・福岡市場駅）が存在したが、1985年（昭和60年）までに廃止となった。

### バス
- 西鉄バス
  - 須崎埠頭：浜の町病院入口
  - 那の津通り：福祉センター前（浜の町病院入口） - 長浜一丁目 - 長浜二丁目 - 港一丁目

### 道路
主な幹線道路等は次の通り。

#### 都市高速道路
都市高速道路としては福岡高速環状線が町域の北側に通っており、最寄りの出入り口としては那の津二丁目に次のものがある。
- 天神北出入口（料金所・ランプ）

また、この都市高速道路は荒津一丁目と那の津三丁目との間が博多湾（博多漁港等への入り口）に架かる次の橋梁となっており、長浜の北方に望むことができる。
- 荒津大橋（斜張橋）

都市高速道路の写真
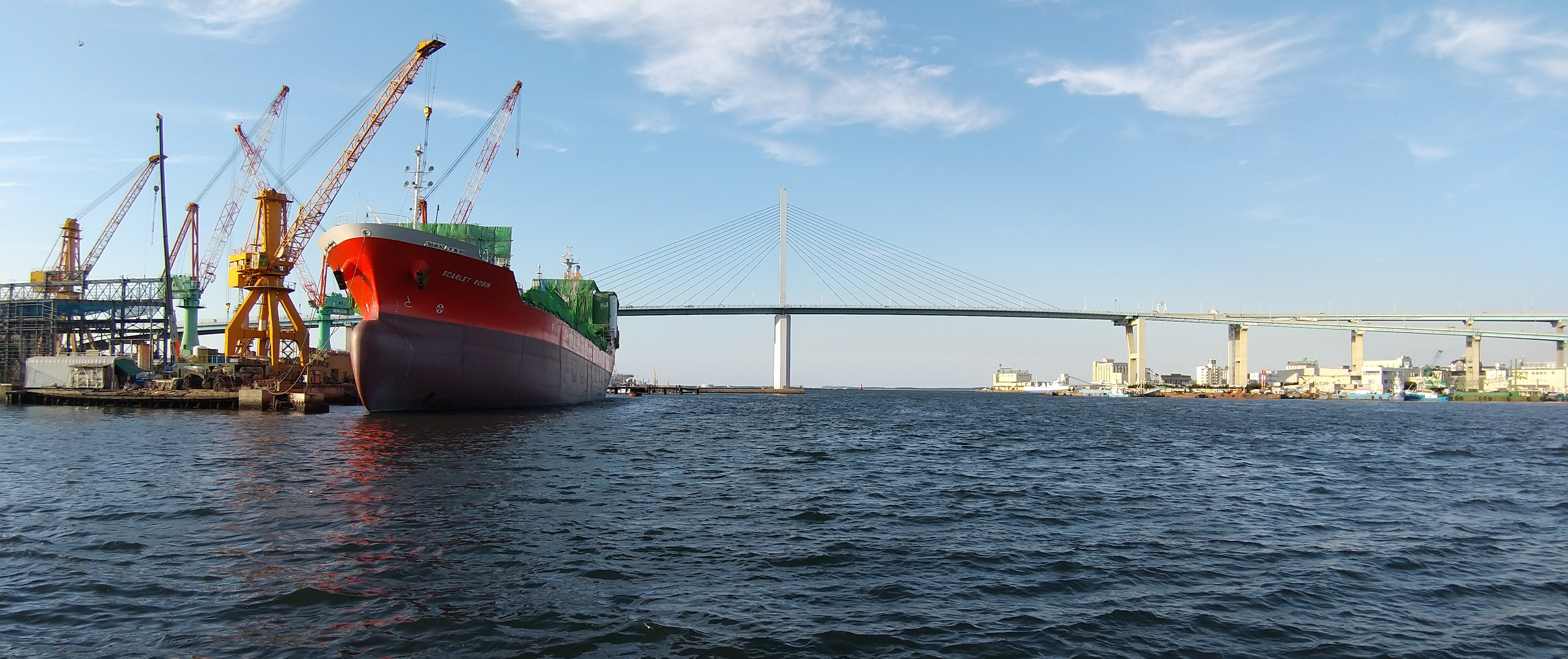
荒津大橋、長浜三丁目13番からの眺め（那の津三丁目及び荒津一丁目）

#### 市道
福岡市が管理する市道の主要なものは次のとおりである。
- 那の津通り（千鳥橋唐人町線、通称：「長浜通り」）
- 天神那の津線
- 長浜博多駅1号線（大正通り、起点：鮮魚市場正門交差点）
- 舞鶴港線
- 長浜臨港線（長浜1443号線、長浜1449号線）

主な市道の写真
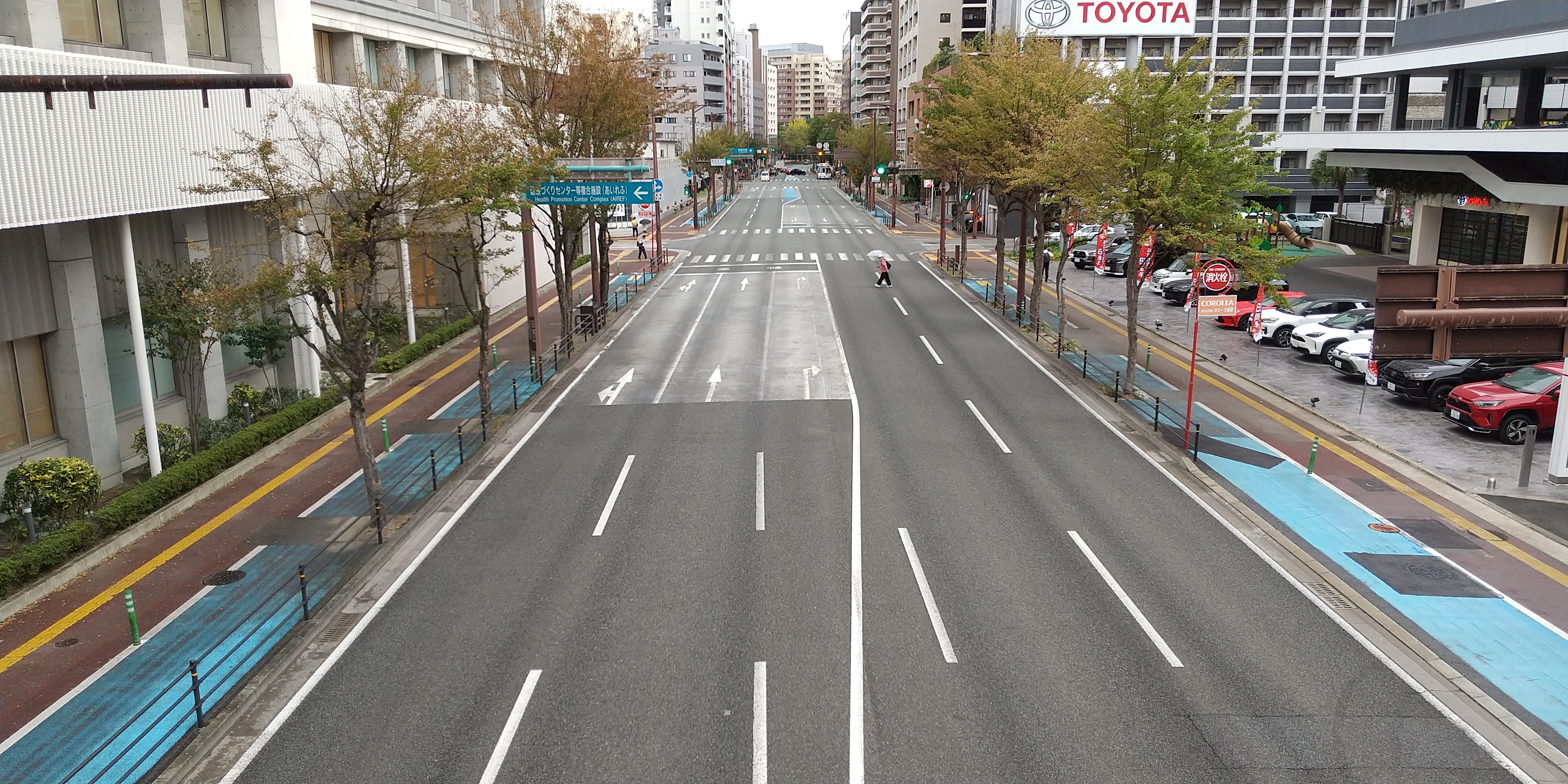
那の津通り（舞鶴小学校前交差点の西側、左：舞鶴、右：長浜）
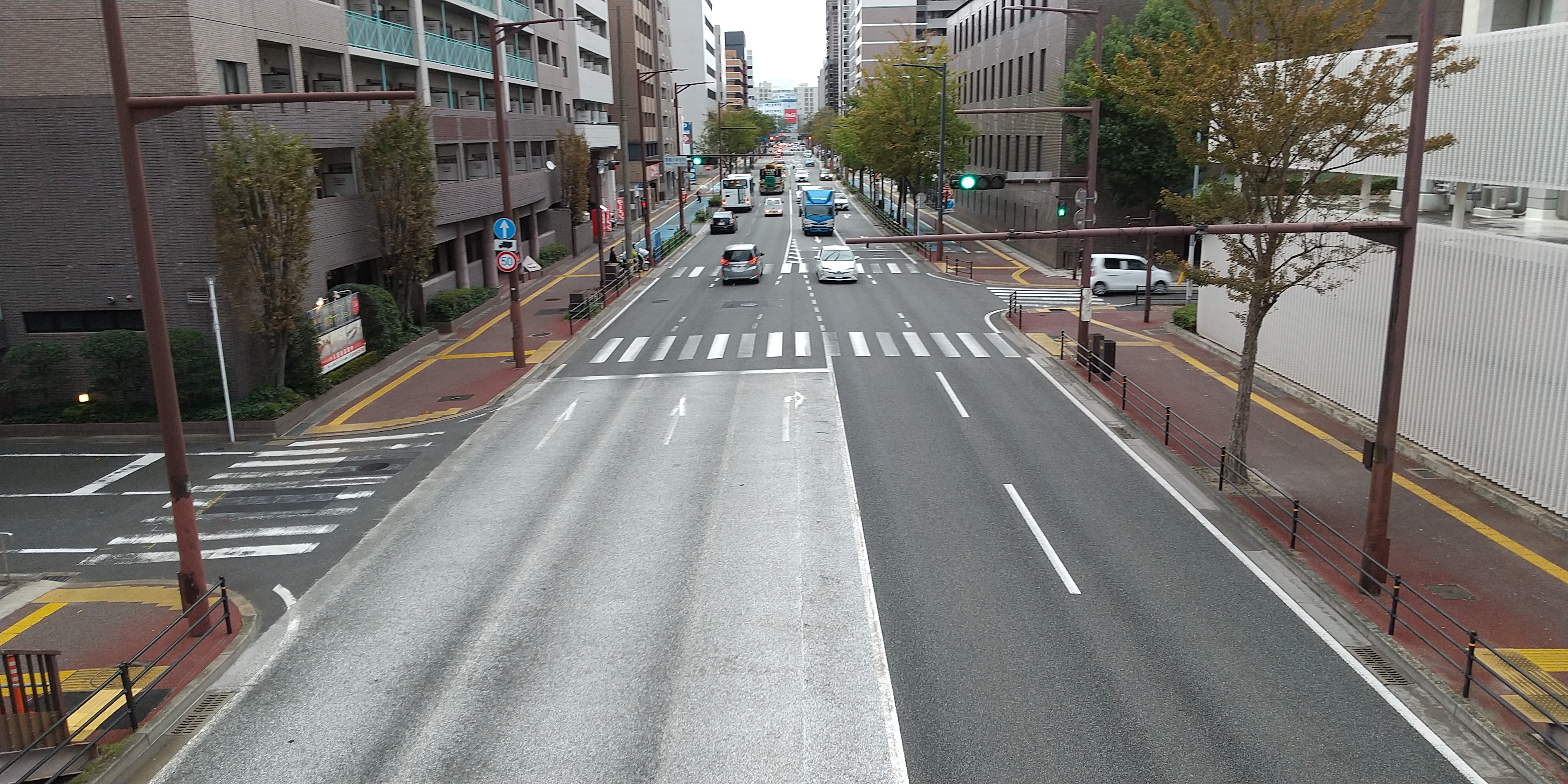
那の津通り（舞鶴小学校前交差点の東側、左：長浜、右：舞鶴）
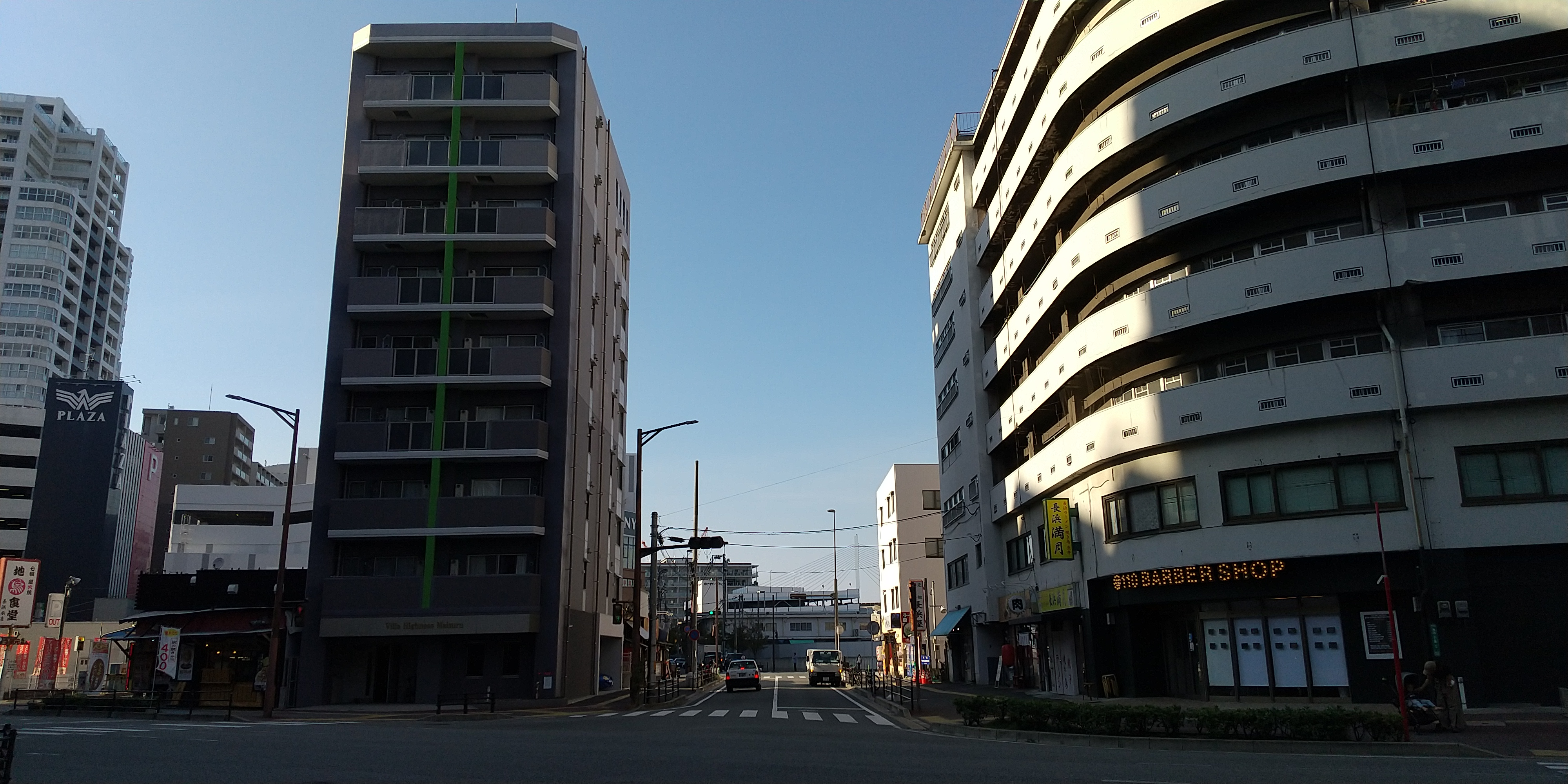
舞鶴港線、浜の町公園前交差点の北側（左：港、右：長浜）
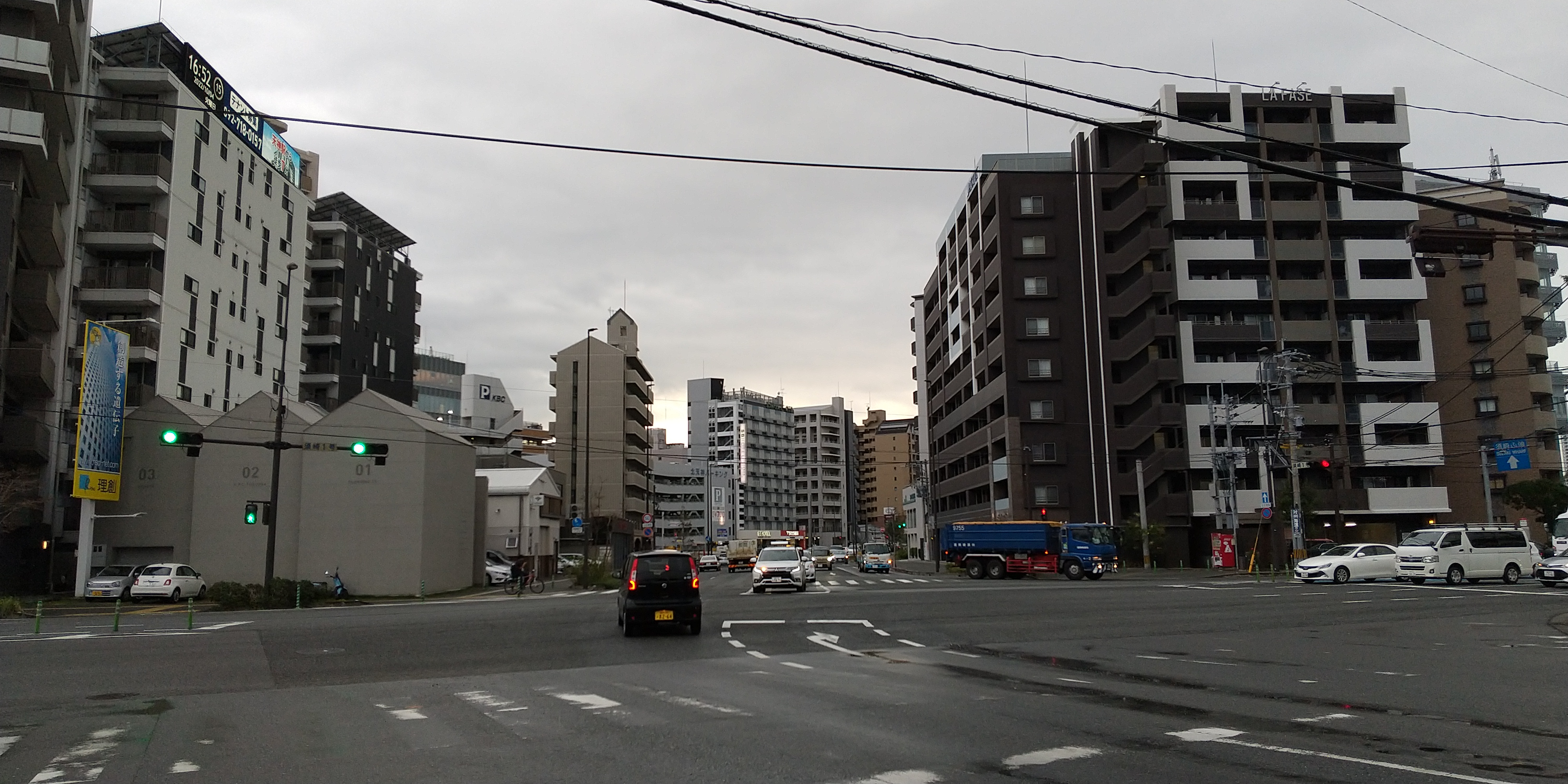
長浜1443号線（須崎1号交差点の南西側）
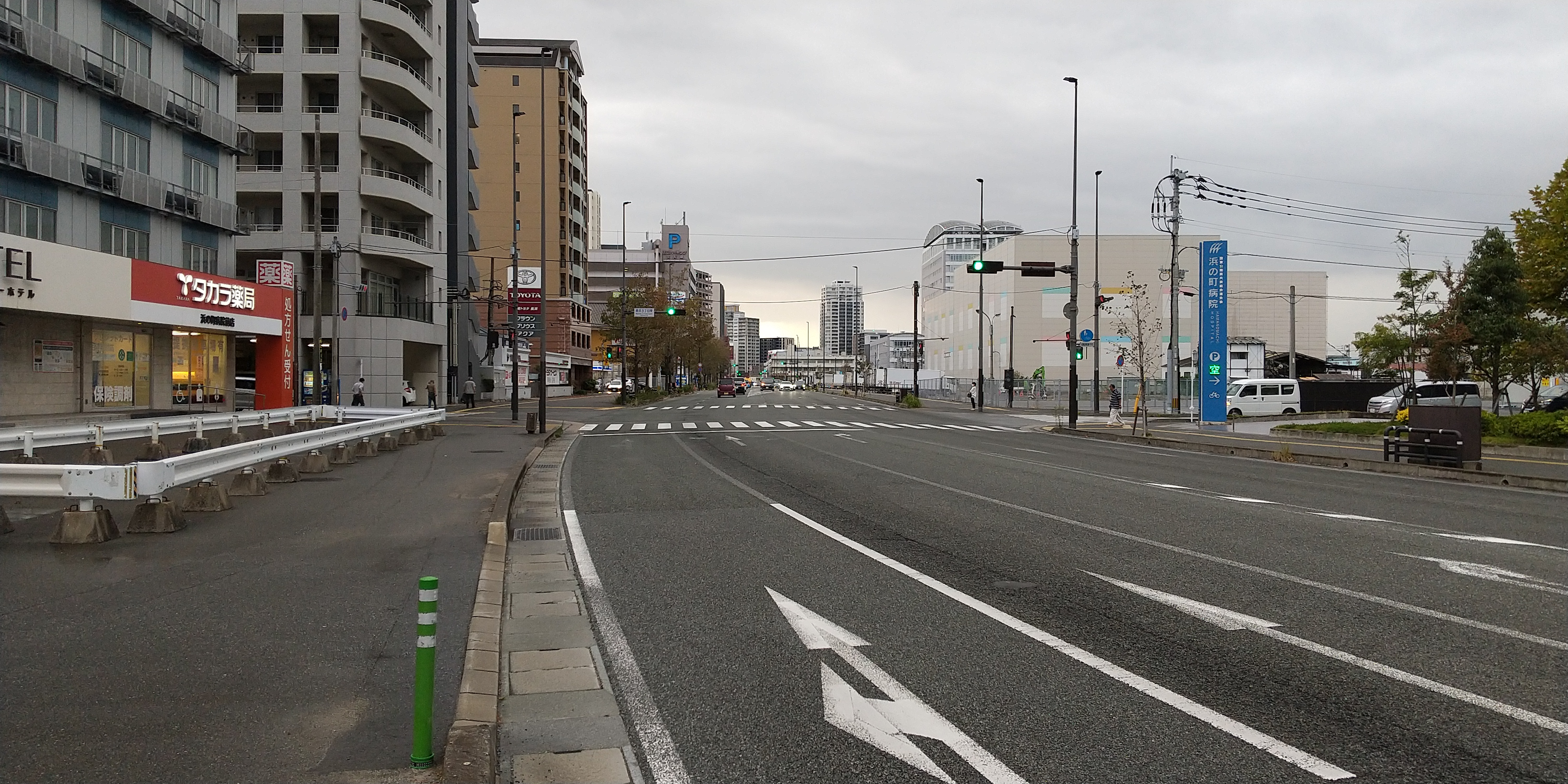
長浜1449号線（長浜三丁目東交差点の西側）

## 施設
博多漁港を中心として、放送局、病院等も立地している。また、「長浜ラーメン」の名で知られるラーメン屋が町内やその隣接地域に多い（詳細は博多ラーメンを参照）。
- 福岡中央労働基準監督署[注釈 1]
- 福岡市中央卸売市場鮮魚市場（鮮魚市場会館、卸売場棟、仲卸売場棟、冷蔵庫棟、凍結施設棟、関連店舗棟、立体駐車場棟等）[注釈 2]
- 浜の町病院（国家公務員共済組合連合会）[注釈 3]
- 九州朝日放送
- 元祖長浜屋

主な施設の写真
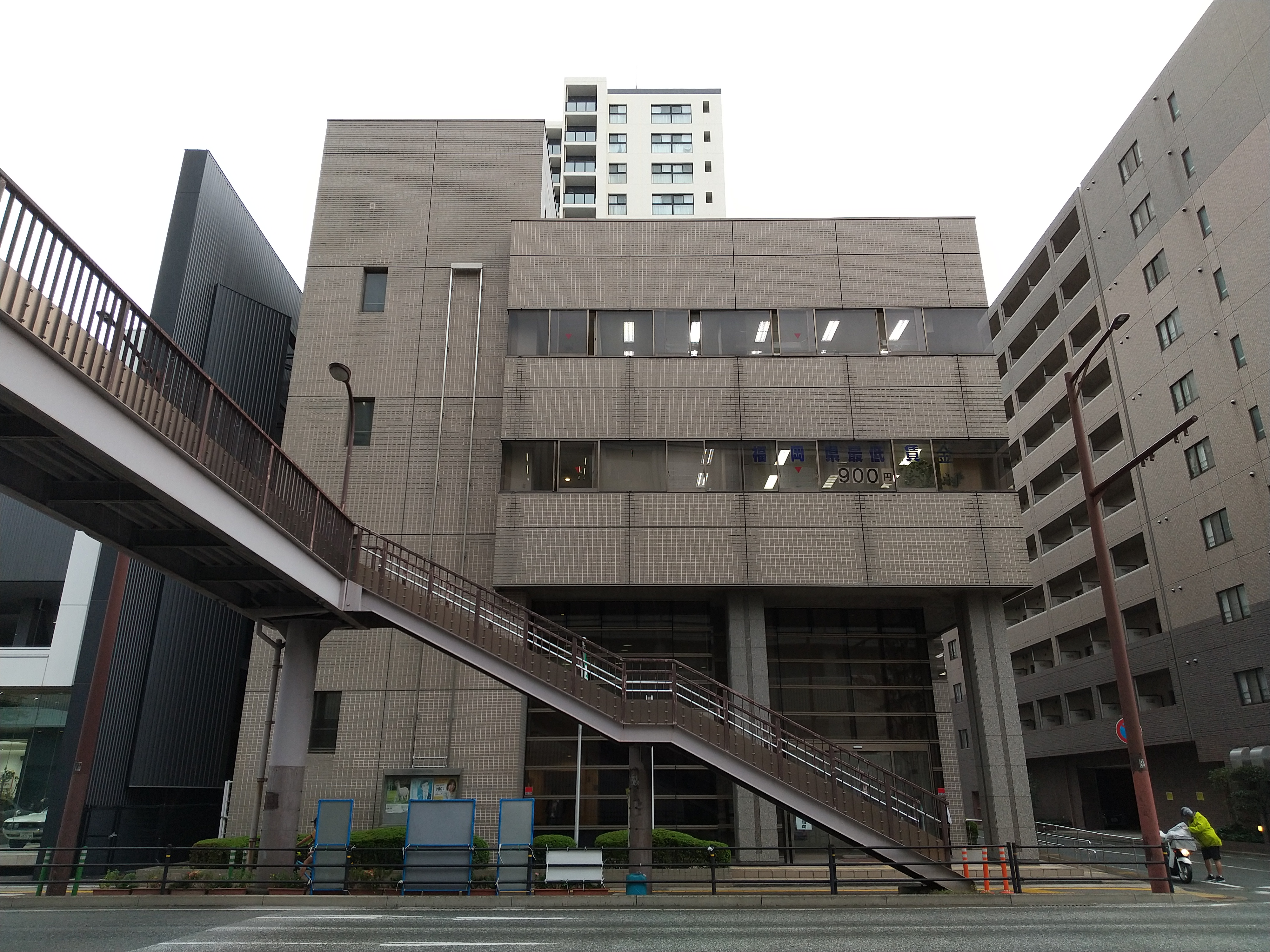
福岡中央労働基準監督署
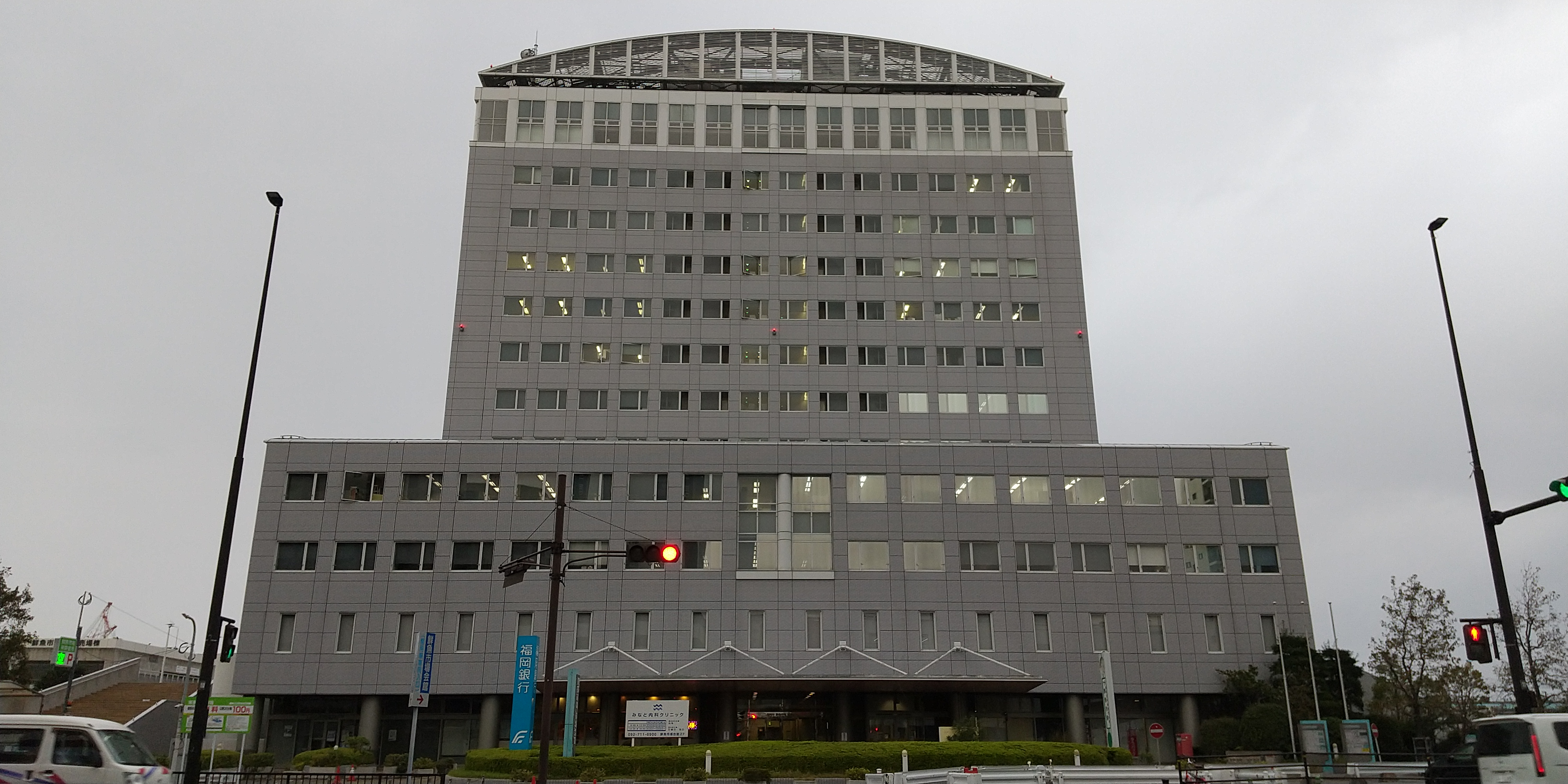
福岡市鮮魚市場会館
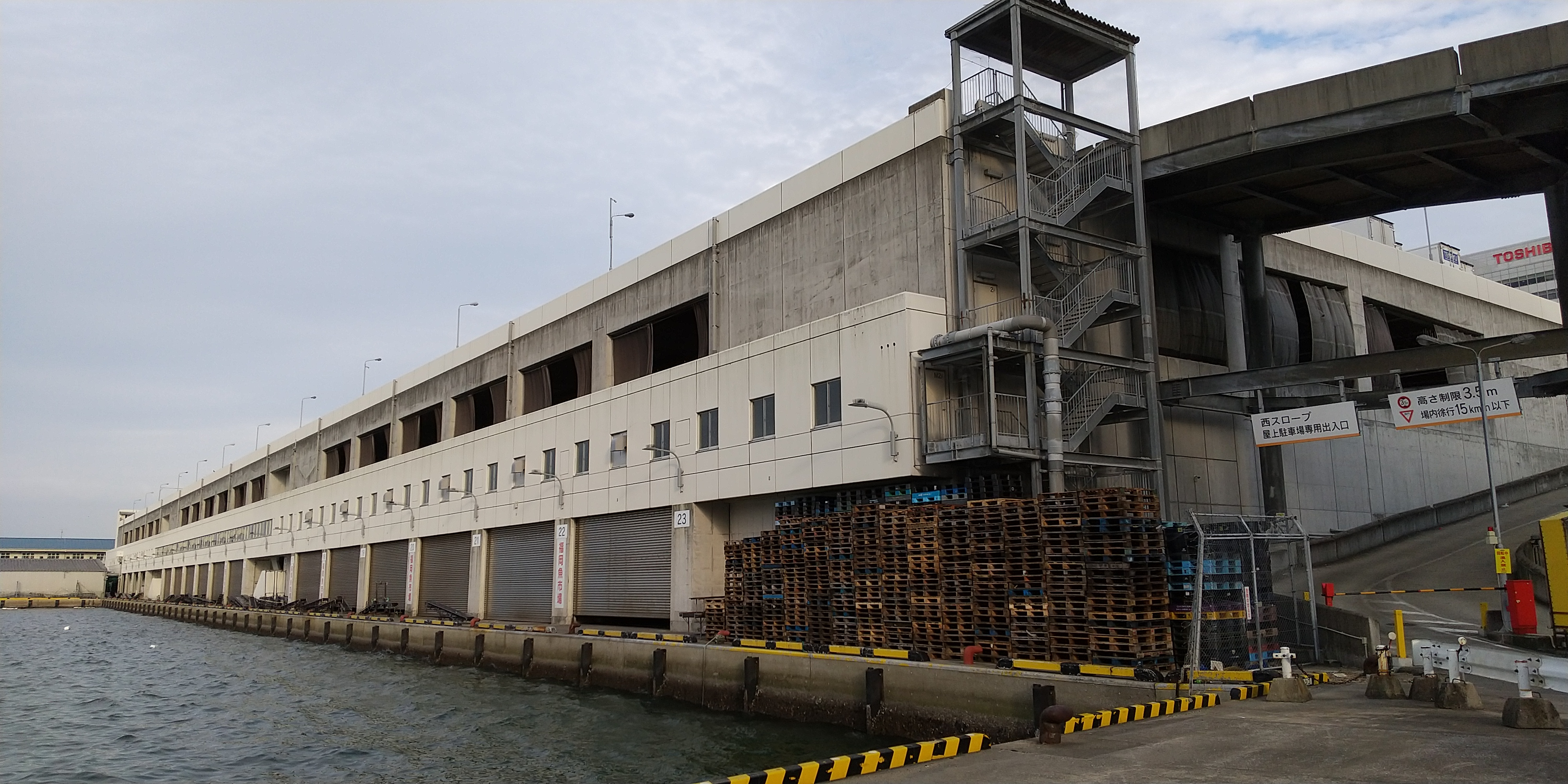
福岡市鮮魚西卸売場棟
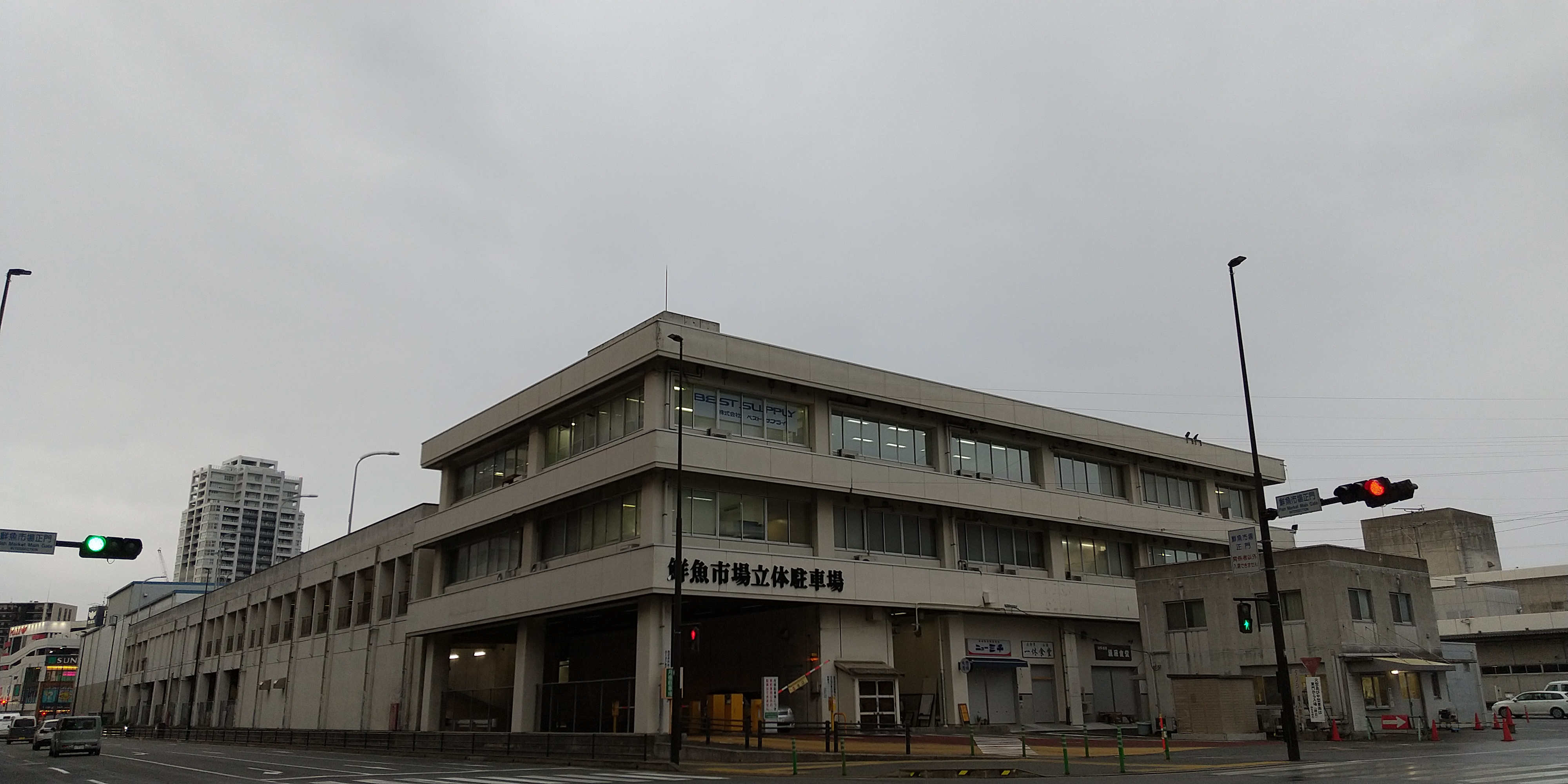
福岡市鮮魚市場立体駐車場
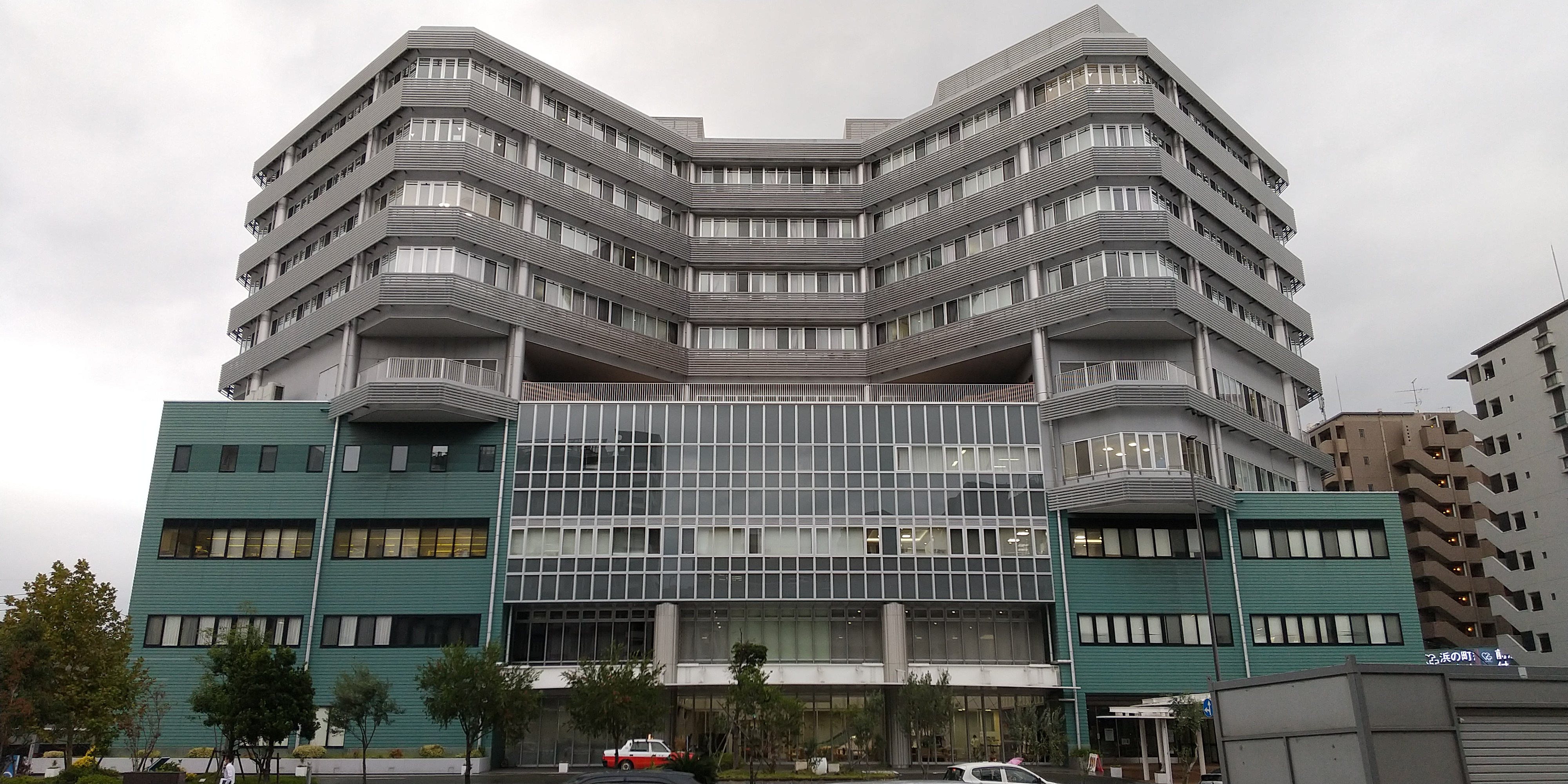
浜の町病院

## 名所・旧跡
- 福岡市場駅跡（旧国鉄）